# Endlicheria chalisea
Endlicheria chalisea är en lagerväxtart som beskrevs av A. Chanderbali. Endlicheria chalisea ingår i släktet Endlicheria och familjen lagerväxter. Inga underarter finns listade i Catalogue of Life.